# Concerto per violino e orchestra n. 5 (Mozart)
Il Concerto per violino e orchestra n. 5 in La maggiore K 219 "Türkish" fu scritto da Wolfgang Amadeus Mozart nel 1775. Costituisce il quinto, e il più importante, dei cinque concerti composti dal musicista per lo stesso strumento (K 207, K 211, K 216, K 218) nello stesso anno.

## Storia
Nel marzo 1775 Mozart rientrò a Salisburgo dopo un periodo passato a Vienna che gli aveva permesso di fare nuove esperienze in campo musicale, particolarmente in ambito strumentale. I nuovi anni salisburghesi si riveleranno proficui per il musicista che mostrerà una nuova maturità compositiva facendo un vero e proprio salto di qualità; risalgono a questi anni molte importanti opere quali diverse sinfonie, i primi concerti per pianoforte, musica sacra, serenate, divertimenti e i concerti per violino.
Fin da bambino Mozart si era dedicato allo studio del violino, perfezionandosi poi nell'adolescenza e diventando un vero virtuoso che incantava il pubblico con le sue improvvisazioni. I suoi concerti per violino risalgo al solo anno 1775 durante il quale, fra aprile e dicembre, ne scrisse ben cinque; i due successivi (K 268 e K 271a) sono di dubbia attribuzione; è probabile che la stesura dei cinque brani fosse legata all'incarico di Konzertmeister che il musicista ricopriva presso l'orchestra di corte ed è anche plausibile che fossero destinati al primo violino dell'orchestra di Salisburgo, Antonio Brunetti, a cui il compositore si legò di sincera amicizia. Il concerto in La maggiore è il più noto e il più eseguito dei cinque; Mozart ne terminò la composizione il 20 dicembre, ma, per assecondare Brunetti, ne modificò il secondo movimento l'anno successivo, scrivendo un nuovo Adagio. La denominazione Türkish deriva dal Rondò conclusivo che presenta elementi musicali di provenienza turca. 

## Struttura e analisi
1. Allegro aperto (La maggiore)
2. Adagio (Mi maggiore)
3. Rondò. Tempo di Minuetto (La maggiore)

Nel concerto il violino solista è trattato con maestria; la bellezza melodica, i movimenti ampi e la loro forte contrapposizione, l'uso sicuro delle possibilità espressive dello strumento sono tutte caratteristiche presenti che hanno reso il concerto giustamente popolare. La raffinatezza e l'eleganza della partitura preludono a quello che sarà "lo stile galante" realizzato da Mozart in molte composizione a partire dal 1776.
Il primo movimento porta l'atipica indicazione di Allegro aperto e in effetti il brano è insolitamente molto ampio, è in forma-sonata e presenta due temi principali; inizia in modo risoluto con l'orchestra che, dopo aver esposto il tema principale, viene interrotta dall'entrata del violino che esegue un Adagio di poche battute, apparentemente distaccate dall'Allegro iniziale. Il tema principale viene ripreso quasi subito con un piglio deciso dal solista ed esposto due volte in modo stilizzato, seguito quindi da una melodia più estesa. Riprende poi l'Allegro iniziale che porta alla conclusione dopo una libera cadenza del violino.
Nell'Adagio della versione originale l'atmosfera muta notevolmente rispetto al primo movimento; è un brano «rapito in un'estasi di cristallina meraviglia», la linea melodica espressa dal violino solista è di puro lirismo, emotivamente controllato in una calma contemplativa turbata solo da un rapido accenno di inquietudine. La cantabilità del violino dà origine a una melodia di grande bellezza; il solista non eccede mai negli arricchimenti rendendo la pagina più contemplativa che d'effetto. Probabilmente è per questo che l'Adagio apparve troppo ricercato ad Antonio Brunetti, delle cui effettive capacità interpretative non si hanno notizie. Mozart, andando incontro ai desideri dell'amico, lo modificò con la stesura di un altro adagio (K 261) meno espressivo, ma più facile e di effetto più sicuro ed immediato dove, come nella stesura del concerto K 216, sostituirà gli oboi con i flauti e prescriverà agli archi l'uso della sordina.
L'ultimo movimento del concerto K 219 è un brano singolare scritto come Rondò-sonata in tempo di Minuetto. La struttura di questa forma è "ciclica" e classicamente codificata ABACABA, in cui A è un primo tema, B il secondo e C il terzo. Il secondo e il terzo tema sono intercalati dal primo che chiude la composizione e ne costituisce l'elemento ritornante. Il brano è ricco di aspetti contrastanti che culminano nel Rondò conclusivo dove il Trio, in tonalità minore, introduce momenti di derivazione turca; il motivo deriva dal finale di un balletto, Le gelosie del serraglio, soltanto abbozzato nel 1772. Dopo la "sorpresa" del motivo esotico, certamente accattivante per il pubblico, il movimento riprende una più rassicurante semplicità con la ripresa del Minuetto e dei due motivi in La maggiore con cui era iniziato.

## Organico
Violino solista. Due oboi, due corni, archi (violini primi e secondi; viole; violoncelli; contrabbassi)